# Дамхауг, Торкиль
Торкиль Дамхауг (норв. Torkil Damhaug) — норвежский психиатр и автор детективных романов.
В литераторе дебютировал в 1996 году с романом «Полёт Луны» (Flykt måne), и с тех пор выпустил ещё несколько произведений. Его книги получили положительные отзывы критиков. До того как стать литератором Дамхауг работал психиатром на Лофотенских островах.